# حنين (فلم 2010)
حنين هو فيلمٌ بحرينيٌ أخرجه حسين الحليبي، وألفه خالد الرويعي.
يستعرض الفيلم عبر قصة أسرتين بحرينيتين، تاريخ البحرين بين عامي 1983، و2000.

## قصة الفيلم
عائلتان بحرينيتان متجاورتان. إحداهما عائلة أبو جاسم (علي الغرير) السُنية، والأخرى عائلة أبو علي (قحطان القحطاني) الشيعية. وتعيش العائلتان في ود وتفاهم. تموت أم جاسم، ثم يموت أبو علي. يتزوج أبو جاسم من أم علي (مريم زيمان)، ويعيش أفراد الأسرتين في بيتٍ واحدٍ.
يكبر الأولاد مع بعضهم، وتستمر قصة الحب بين جاسم (خالد فؤاد)، ومريم (هيفاء حسين)، وهي القصة التي نشأت من طفولتهما.
لكن تتسرب الكراهية إلى الأسرة بعد دعوات التحريض المتبادل ما بين السُنة والشيعة، وينساق لهذه الدعوات عيسى بن أبو جاسم (خالد الرويعي)، وعلي بن أبو علي (ياسر القرمزي)، وتبدأ العداوة بينهما.
في المقابل يحاول سامي أن يتزوج من عائشة بنت أبو جاسم (دانة آل سالم)، كما تزوج أخوه المحقق نادر (أمين الصايغ)، من أختها هدى (شيخة زويد)، لكن الأسرة ترفضه، خصوصاً عائشة التي تحب سعيد (أحمد الفردان) ذو الميول اليسارية، فيقوم سامي بتحريض عيسى بن أبو جاسم ضد أخته. يحاول كلٌ من أبو جاسم وأم مريم إزاء كل هذه الظروف أن يحافظوا على تماسك الأسرة والتقريب بين أبناءهم.

## شخصيات الفيلم
أسرة أبو جاسم:
- علي الغرير في دور أبو جاسم.
- خالد فؤاد في دور جاسم.
- خالد الرويعي في دور عيسى.
- دانة آل سالم في دور عائشة.
- شيخة زويد في دور هدى.

أسرة أبو علي:
- قحطان القحطاني في دور أبو علي.
- مريم زيمان في دور أم علي.
- ياسر القرمزي في دور علي.
- هيفاء حسين في دور مريم، خطيبة جاسم.

آخرون:
- أمين الصايغ في دور المحقق نادر، زوج هدى.
- أحمد الفردان في دور سعيد، خطيب عائشة.

## إنتاج الفيلم
الفيلم من بطولة الفيلم مع هيفاء حسين، ومريم زيمان، وعلي الغرير، وياسر القرمزي، وخالد الرويعي (مؤلف الفيلم) وخالد فؤاد، وأحمد مبارك، وقحطان القحطاني.

## موسيقى الفيلم
غنى أغاني الفيلم كلٌ من خالد فؤاد (بطل الفيلم)، وهدى عبد الله، وألف الموسيقى التصويرية له الموسيقار خليفة زيمان.

## عرض الفيلم
عُرض الفيلم في مهرجان الخليج السينمائي في دورته الثالثة، في دبي (8 - 14 أبريل 2010).

## نقد الفيلم
انتقد البعض الفيلم لاحتوائه على أخطاء فنية وتاريخية، حسب رأيهم، وأن الممثلة مريم زيمان لم تكن مقنعة في أداء لهجة الشيعة في البحرين.
ورد خالد الرويعي على من قال أنه لم يكن دقيقاً في نقل التاريخ، وأنه كان طفلاً في تلك المرحلة، بالقول أنه عاش تلك المرحلة، وليس من الضروري الاعتماد على الوثائق لأن الأحداث معروفة، وأصدقاؤه كانوا أعضاء في الحركات السياسية التي ذكرها الفيلم.